# SCM Râmnicu Vâlcea
SCM Râmnicu Vâlcea, tidigare CS Oltchim Râmnicu Vâlcea, är ett damhandbollslag från Râmnicu Vâlcea i Rumänien. Klubben bildades 1973, och upplöstes sedan den 25 juni 2013. En ny klubb startades under nuvarande namn, och räknas som efterföljaren till CS Oltchim Râmnicu Vâlcea.

## Historik
Klubben grundades den 27 juni 1973 under namnet AS Chimistul Râmnicu Vâlcea. Säsongen 1981/1982 blev laget uppflyttat till Liga Naţională, den högsta rumänska ligan. Säsongen 1983/84 deltog klubben i en europeisk cup för första gångenoch stod som segrare i EHF-cupen. Under de följande säsongerna kvalificerade sig klubben, förutom säsongen 1987/88, alltid för en europeisk cup. 1989 vann Râmnicu Vâlcea rumänska mästerskapet och EHF:s cupvinnarcup. Den 1 oktober 1989 bytte klubben namn till CSM Oltchim Râmnicu Vâlcea. Från och med då etablerade sig laget i den rumänska toppen och kunde vinna nationella titlar nästan varje år under de följande åren. Den 1 maj 1997 bytte klubben namn för sista gången.
Under säsongen 2010-2011 anslöt Julija Managarova från Ukraina och den turkiska handbollsspelare Yeliz Ozel till spelarkadern. Tyvärr uppnåddes inte målen den här säsongen, huvudmålet, nämligen att spela Champions League-finalen missades. Nästa säsongen har C.S. Oltchim fått tillgång till nya spelare nämligen: högerbacken Katarina Bulatovic  från Montenegro, vänsterbacken Alexandrina Barbosa, från Spanien, målvakterna Silvia Navarro också från Spanien och målvakten i det franska landslaget Amandine Leynaud och spelmotorn Allison Pineau från Metz HB. Spelarvärvningarna blev för kostsamma för klubben. 2013 fick klubben allvarliga  ekonomiska problem. Exakt 40 år efter föreningens grundande meddelades föreningens upplösning. Ligalicensen gavs till den nystartade klubben HC Oltenia. Laget upplöstes efter ett beslut av stadsrådet i Râmnicu Vâlcea. Det beslöts samtidigt att man skulle starta en ny klubb, HC Oltenia. I sista stund innan säsongen 2013/2014 började ändrade man slutligen klubbnamnet till SCM Râmnicu Vâlcea, för att behålla klubbnamnets lokala prägel. Klubben anses nu vara efterföljare till CS Oltchim Râmnicu Vâlcea. 

## Meriter i urval
- Rumänska mästare: 1989, 1990, 1991, 1993, 1994, 1995, 1996, 1997, 1998, 1999, 2000, 2002, 2007, 2008, 2009, 2010, 2011, 2012, 2013, 2019[3]
- EHF-cupen: 1984, 1989
- Europeiska cupvinnarcupen i handboll : 2007

## Spelare i urval
- Valentina Ardean-Elisei (2006-2012)
- Alexandrina Barbosa (2012-2013)
- Katarina Bulatović (2012-2013)
- Daniela de Jong (2022-)
- Luminița Dinu (1998-2000, 2006-2009, 2012)
- Simona Gogârlă (1993–1997, 2001–2003)
- Nathalie Hagman (2023-)
- Elin Hansson (2022-)
- Amandine Leynaud (2012-2013)
- Silvia Navarro (2012-2013)
- Cristina Neagu (2009–2013)
- Julija Managarova (2011-2013)
- Allison Pineau (2012–2013)
- Cristina Vărzaru (1998-2002)